# Daihatsu Esse
Der Esse (jap. エッセ) war ein ab dem 20. Dezember 2005 auf dem Heimatmarkt des japanischen Herstellers Daihatsu angebotenes Kei-Car.
Das Modell wurde als ein Alternativmodell zum konkurrierenden Honda Z und als billigere Alternative zum Mira etabliert. Er gilt als offizieller Ableger des Mira.
Um den Preis für das Modell gering zu halten, verzichtete Daihatsu auf die Möglichkeit vielerlei Sonderausstattungen einzubauen. Das Interior bestach daher durch nacktes Stahlblech in Wagenfarbe und seinen einfachen Sitzen sowie einfachen Plastikteilen. Der Motor hingegen war eine Neuentwicklung. Der Dreizylinder-Ottomotor KF-VE mit einem Hubraum von 658 cm³ bot eine Leistung von 58 PS.
Fünf verschiedene Modellvarianten standen zur Auswahl: X, L, D, ECO.
Je nach Auswahl der Modellvariante konnte der Käufer dann zwischen manuellen 5-Gang-Getriebe, 3-Gang-Automatikgetriebe oder einem 4-Gang-Automatik-Getriebe wählen. Als Extras gab es beim Esse lediglich ein AM/FM-Radio oder ein Radio mit CD-Spieler sowie das dazugehörige Lautsprechersystem. Ein Allradsystem das bis 2006 Standard war, wurde ab 2007 zu einem zuschaltbaren Allradantrieb umgerüstet.
Seit einer Zeit konzentrieren sich auch vermehrt die Tuner darauf, das Modell nach ihren Bedürfnissen umzugestalten. So gibt es derzeit bereits Tuningteile und sogar komplett getunte Fahrzeuge von Marken wie zum Beispiel Toyota Racing Development (TRD), Wald Tuning, Tommy Kaira und einigen mehr.

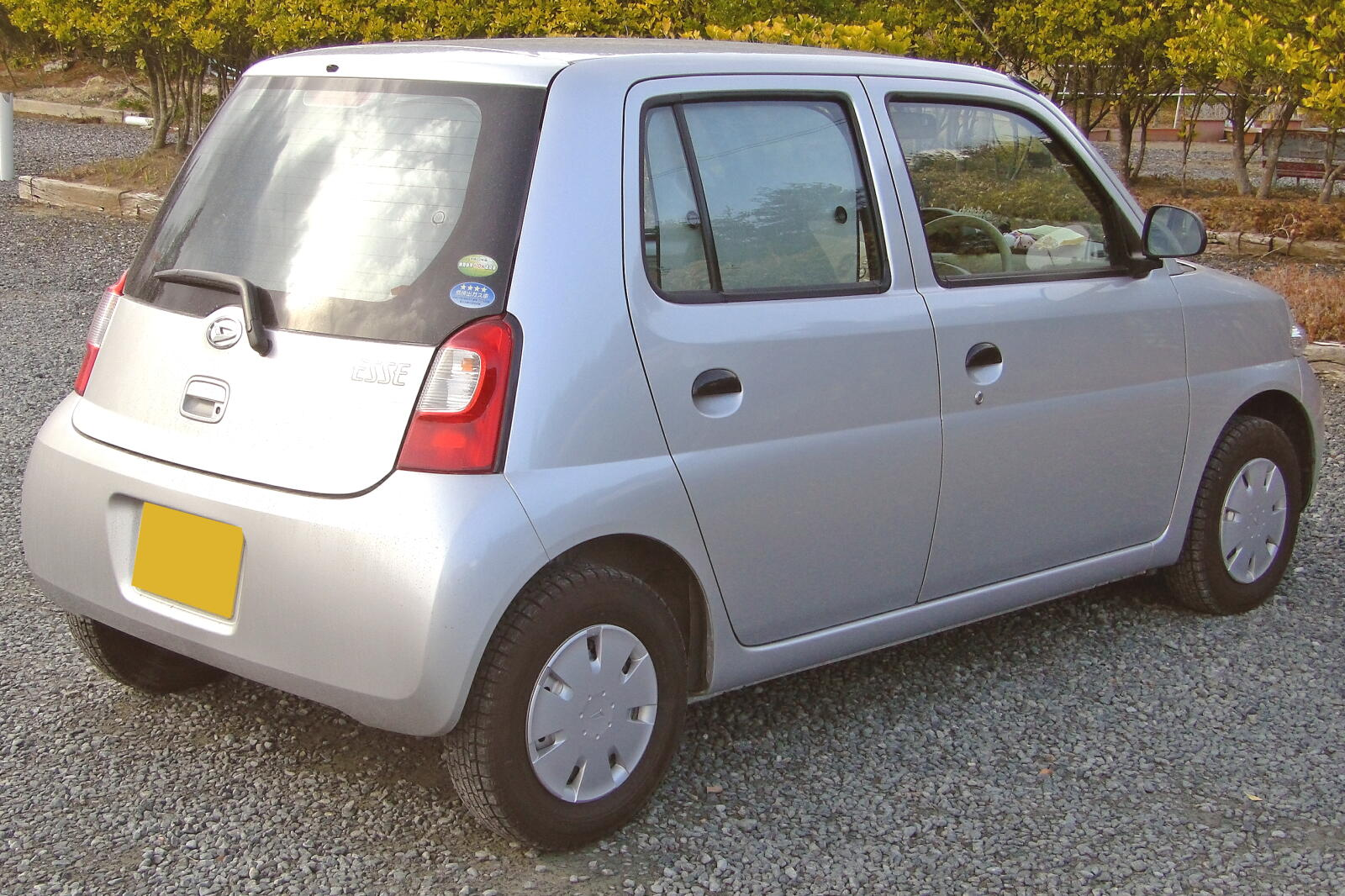
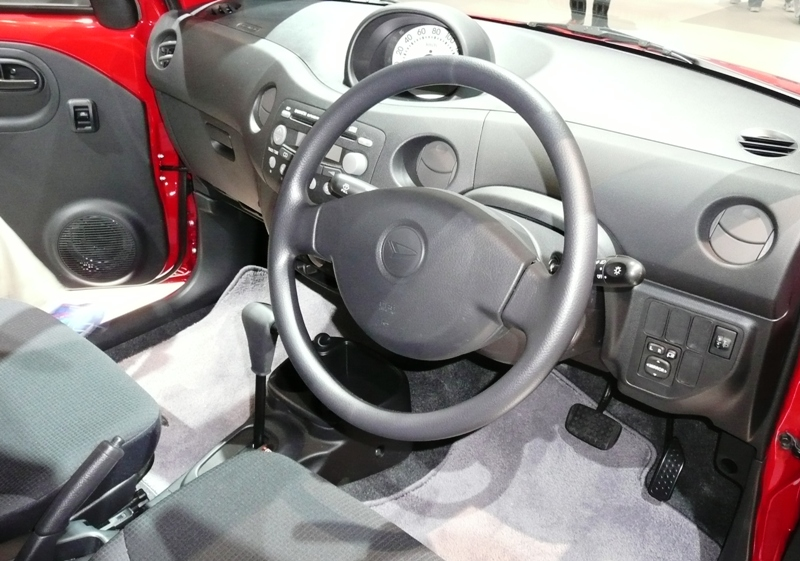
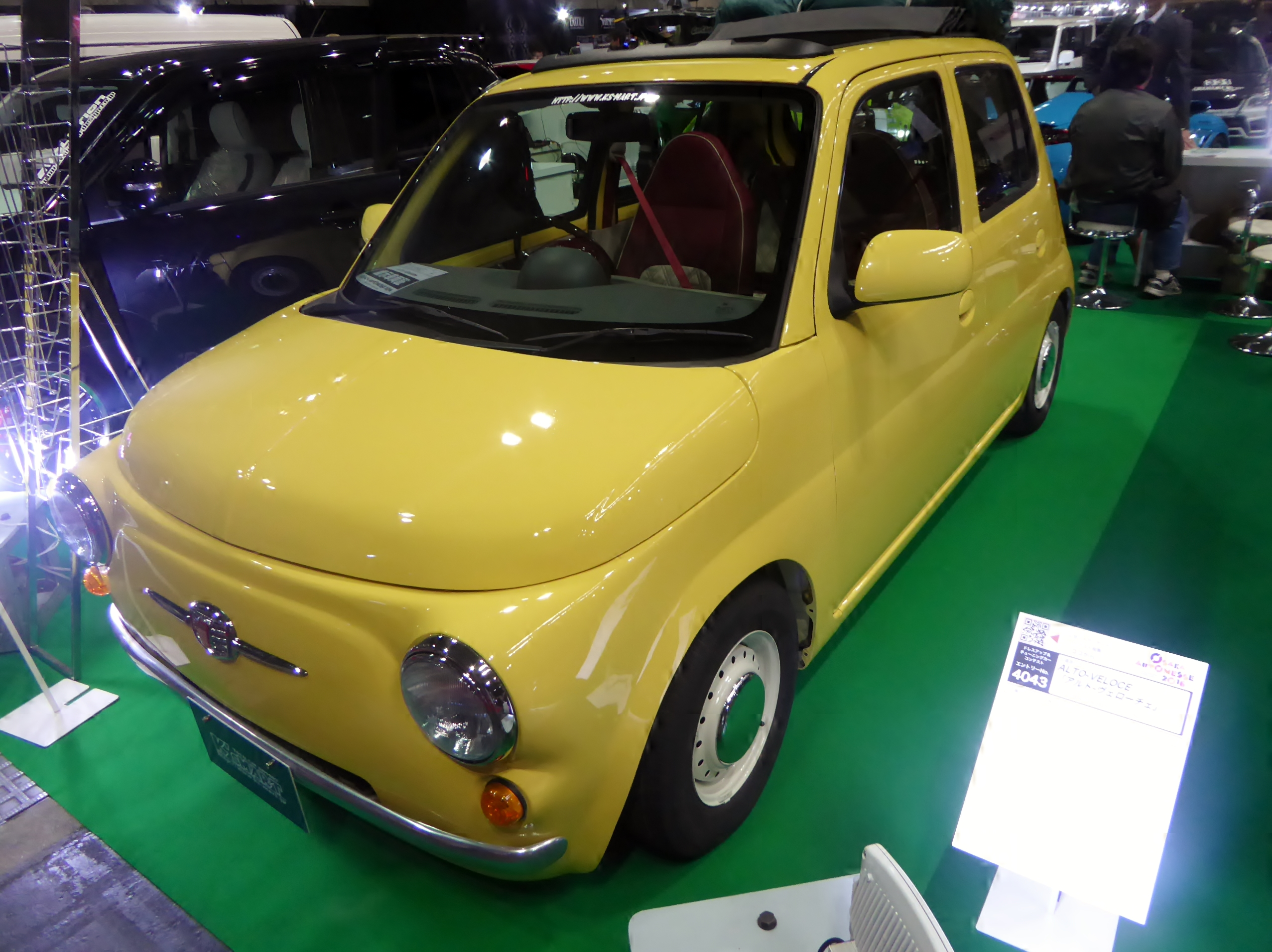
ESSE NOVA